# Международная конвенция по обеспечению готовности на случай загрязнения нефтью, борьбе с ним и сотрудничеству
 Международная конвенция по обеспечению готовности на случай загрязнения нефтью, борьбе с ним и сотрудничеству  (англ. International Convention on Oil Pollution Preparedness, Response and Co-operation (OPRC)) – международная конвенция, посвященная способам предотвращения разливов нефти и сотрудничеству в борьбе с ними.

## История
Разлив нефти с судна «Эксон Валдез» в 1989 году, причинивший колоссальный ущерб морской среде и побережью Аляски, когда в море вылилось 41,5 тысяч тонн нефти, подтолкнул мировое сообщество к разработке международно-правового документа, определяющего совместные меры по предотвращению подобных инцидентов в будущем и эффективной борьбе с ними.
В 1990 году была подписана разработанная в рамках Международной морской организации Конвенция по обеспечению готовности на случай загрязнения нефтью, борьбе с ним и сотрудничеству. Конвенция вступила в силу в 1995 году. Российская Федерация присоединилась к Конвенции в 2009 году.
В 2000 году был подписан Протокол к Конвенции, распространяющий её положения на предотвращение разливов вредных химических веществ и борьбу с такими разливами.

## Основные положения Конвенции

### Сфера применения
Конвенция распространяется на морские суда любого  типа, включая суда на подводных  крыльях, суда на воздушной  подушке, подводные суда, а также плавучие средства любого типа. Кроме того, положения конвенции применяются к любым стационарным или плавучим морским установкам или сооружениям, занятым в разведке, добыче или производстве газа или нефти либо погрузке или разгрузке нефти. Конвенция также относится к морским  портам  и объектам,  связанным с обработкой нефти, создающим  опасность  инцидента, вызывающего загрязнение нефтью, включая нефтяные терминалы, трубопроводы и другие объекты, связанные с обработкой нефти.
Конвенция не применяется к военным кораблям и государственным судам, используемым в некоммерческих целях, но участники Конвенции обязаны обеспечивать, чтобы такие суда, насколько это разумно и практически осуществимо, действовали  в  соответствии с Конвенцией.

### Планы чрезвычайных мер по борьбе с загрязнением нефтью
Конвенция требует, чтобы её участники обеспечивали наличие на борту плавающих под их флагом судов судового плана чрезвычайных мер по  борьбе с загрязнением нефтью. Эти планы должны подвергаться инспектированию прибрежным государством во время нахождения судов в портах и на терминалах.
Аналогичные планы должны иметься у операторов находящихся под юрисдикцией участников морских установок и сооружений, связанных с добычей нефти, а также у управляющих органов и операторов морских портов и нефтяных терминалов.

### Порядок сообщений о загрязнении нефтью
Согласно Конвенции её участники требуют безотлагательно сообщать о любом событии, повлекшем или могущим повлечь сброс нефти:
1. от капитанов или других лиц, ответственных за суда, плавающие под   флагом участника — ближайшему прибрежному государству;
2. от лиц, ответственных  за  морские установки — прибрежному государству, под юрисдикцией которого находится установка;
3. от лиц, ответственных за морские порты и  объекты, связанные  с  обработкой  нефти — компетентному национальному органу или ближайшему прибрежному государству;
4. от морских инспекционных судов и воздушных судов, а также других надлежащих служб  или  должностных  лиц — компетентному национальному органу или ближайшему прибрежному государству;
5. от пилотов гражданских воздушных судов — ближайшему прибрежному государству[3].

### Национальные системы обеспечения готовности и реагирования
Согласно Конвенции каждое участвующее государство обязано создать национальную систему срочной и эффективной борьбы с инцидентами,  вызывающими загрязнение нефтью. Такая система должна состоять из:
- компетентного органа, ответственного за  обеспечение  готовности  и  реагирование на случай загрязнения нефтью;
- оперативного пункта или пунктов связи, отвечающих за передачу информации;
- органа, принимающего решения об оказания помощи;
- национального плана чрезвычайных мер по обеспечению готовности к реагированию.

Кроме того, в сотрудничестве с нефтяной промышленностью, судоходными компаниями и портовыми властями должны обеспечиваться хранилища специализированного оборудования по борьбе с разливами нефти; подготовка персонала; подробные планы борьбы с разливами; механизм координации борьбы с разливами с мобилизацией ресурсов. Информация об этом передается в Международную морскую организацию.

### Сотрудничество государств и взаимопомощь
Участники Конвенции договорились о сотрудничестве и предоставлении друг другу консультаций, технического обеспечения и оборудования для борьбы с разливами, помощи в подготовке персонала и проведении учений. Конвенция предусматривает порядок возмещения расходов за оказание соответствующей помощи, а также закрепление различных аспектов такого сотрудничества в отдельных двух- и многосторонних соглашениях. Так, например, Российская Федерация имеет 3 межправительственных соглашения по сотрудничеству при ликвидации разливов нефти на море: с Норвегией, Финляндией и США. Госморспасслужба России реализует планы совместных действий, разработанные в рамках этих соглашений.